# ویلیام کندی
ویلیام ژوزف کندی؛ (به انگلیسی: William Joseph Kennedy) (زاده ۱۶ ژانویه ۱۹۲۸ در آلبانی، نیویورک) نویسنده و روزنامه‌نگار آمریکایی که در رمان‌هایش، وقایع تاریخی و شگفت‌انگیز آلبانی را بیان کرده‌است.

## زندگی
وی بعد از اتمام دوران دبیرستان، به منظور ادامه تحصیل آلبانی را به مقصد کالج سینا در ایالاتی در شمال نیویورک، لودونویل، ترک گفت. در حین تحصیل به مقاله‌نویسی در روزنامه کالج به نام سینا نیوز شد. او در سال ۱۹۴۹ فارغ‌التحصیل شد، در آوریل پارک سکونت گزید و در سمت مدیر بخش ورزشی و نویسنده ثابت ستونی از روزنامه "گلتر فالس پست‌استار" فعالیت داشت. در سال ۱۹۵۰ به نظام ایالات متحده (لشگر چهل اروپا) معرفی شد، اما فعالیت‌های روزنامه‌نگاری‌اش را در روزنامه ارتش تا اتمام خدمتش در سال ۱۹۵۲ ادامه داد. سپس به وطنش بازگشت، و به مدت چهار سال در نشریه تایمز آلبانی کار می کرد. سپس، پس از ۹ ماه کار در نشریه «پوارتوریکو ورلد»، در میامی هرالد مشغول به کار شد و برای مدتی در این شهر زندگی کرد. اما در سال ۱۹۵۷ به پورتوریکو برگشت. دو سال بعد، در سمت سردبیر روزنامه جدید «سن‌ژوئن استار» فعالیت خود را آغاز کرد.
وی در پورتوریکو، با آنا دیسی سگارا (Ana Daisy Sosa)، رقاص، خواننده و هنرمند آشنا شد و ازدواج کرد و صاحب سه فرزند شد. در این مدت چون کندی به داستان‌نویسی علاقه‌مند شده بود، در کلاس نویسندگی، که سائول بیلودر آن تدریس می‌کرد، ثبت‌نام کرد و از وی تأثیر زیادی در زمینه افسانه‌نویسی پذیرفت و استعدادش شکوفا شد. کندی تصمیم داشت داستانی دربارهٔ پورتوریکو بنویسد. اما، نوشتن مقتدرانه و کامل دربارهٔ یک مکان بااعتبار و توریستی را کاری سخت دید. وی بعد از دو سال کار در نشریه «سان‌ژوئن‌استار»، روزنامه‌نگاری را کنار گذاشت و برنوشتن رمان و داستان متمرکز کرد.
کندی در سال ۱۹۶۳ در ۳۵ سالگی، در حالی‌که به مقامی بالاتر از آنچه در روزنامه‌نگاری داشت دست یافته بود، به آلبانی برگشت و به دلیل حال وخیم پدرش یک شغل نیمه وقت در نشریه تایمز آلبانی اختیار کرد. کندی از سال ۱۹۷۳ نیز در دانشگاه استیت نیویورک در آلبانی تدریس را آغاز کرد.فعالیت مفید دیگر او، انتقاد و بازبینی کتاب بود. وی از سال ۱۹۶۴ تا ۱۹۷۲، ۳۷ مقاله انتقادی تهیه کرد. در اوایل دهه ۱۹۷۰، کندی برای نشریات معتبری مانند لایف، نیوریپابلیک، ساتاردی ریویو ونیویورک تایمز نیز مقاله‌هایی می‌نوشت.

## آثار
- اولین رمان کندی، «کامیون جوهر»(۱۹۶۹): رمانی نویدبخش از منظر منتقدان ادبی
- لگز (۱۹۷۵): او به خاطر این داستان جایزه‌های بسیاری دریافت کرد.
- شکار بزرگ (۱۹۷۸): این بار منتقدان اثر کندی را به خاطر کلام روان و سلیسش و کشف فرعیات در سیاست آلبانی ستایش کردند.
- آیرن‌وید (۱۹۸۳): رمانی که از نظر بسیاری از منتقدان شاهکار اوست. آیرن‌وید با استقبال زیادی مواجه شد و جوایز و افتخارات بسیاری به دست آورد.
- «کتاب کوین» (۱۹۸۸)
- «راندن ماشین بارکش زرد»، (۱۹۹۳)
- Flaming Corsage: منتقدان ادبی این رمان را مؤثرترین رمان بعد از آیرن‌وید طی تاریخ آلبانی دانسته‌اند[۱].